# 佐伯市立名護屋小学校
佐伯市立名護屋小学校（さいきしりつ なごやしょうがっこう）は、かつて大分県佐伯市蒲江にあった公立小学校である。

## 概要
2017年（平成29年）4月1日に旧蒲江町の6小学校・1分校を統合して佐伯市立蒲江翔南小学校が開校することに伴い、森崎分校とともに3月31日を以て閉校した。卒業生の総数は3,497人。

### 森崎分校
- 郵便番号 - 876-2404
- 所在地 - 大分県佐伯市蒲江大字森崎浦1562番地1

## 沿革
- 1874年 - 丸市尾浦村の廃庵に学校を設置。
- 1880年 - 葛原・波当津の両校を分校とする。
- 1892年 - 丸市尾簡易小学校を丸市尾尋常小学校に改称。葛原・波当津分校がそれぞれ分教場となる。
- 1921年 - 丸市尾尋常高等小学校と森崎尋常小学校が合併し、名護屋尋常高等小学校が設置される。森崎、葛原分教場を廃止。
- 1925年 - 葛原分教場、森崎分教場（3年生以下）がそれぞれ設置される。
- 1941年 - 名護屋村立名護屋国民学校に改称。
- 1947年 - 名護屋村立名護屋小学校に改称。葛原・森崎分教場がそれぞれ分校となる。
- 1955年 - 名護屋村が、蒲江町・下入津村・上入津村と合併し、新たに蒲江町が発足。蒲江町立名護屋小学校に改称。
- 1960年 - 波当津分校が波当津小学校として分離独立。
- 1994年 - 葛原分校が廃止される。
- 2005年 - 蒲江町が、佐伯市、南海部郡4町3村と合併し、新たに佐伯市が発足。佐伯市立名護屋小学校に改称。
- 2010年 - 波当津小学校を統合[2][1]。
- 2011年 - 猪串小学校を統合[3]。
- 2017年3月5日 - 閉校式挙行[1]。
- 2017年3月31日 - 閉校。

### 森崎分校
- 1874年 - 森崎浦村、野々河内村、猪串浦村が共同で三浦学校を設置。
- 1887年
  - 4月 - 三浦小学校より分離独立。森崎簡易小学校に改称。
  - 9月 - 森崎尋常小学校に改称。
- 1921年 - 丸市尾尋常高等小学校と合併。
- 1925年 - 3年生以下の児童が通学する分教場として、森崎分教場が設置される。
- 1941年 - 名護屋村立名護屋国民学校森崎分教場に改称。
- 1947年 - 名護屋村立名護屋小学校森崎分校に改称。
- 1955年 - 蒲江町立名護屋小学校森崎分校に改称。
- 2005年 - 佐伯市立名護屋小学校森崎分校に改称[4]。
- 2017年3月31日 - 閉校。

## 通学区域
名護屋小学校の通学区域には以下の区域が指定されている。
- 蒲江大字葛原浦
- 蒲江大字波当津浦
- 蒲江大字丸市尾浦

以下の区域は、3年生まで森崎分校に、4年生から本校に通学する。
- 蒲江大字猪串浦
- 蒲江大字野々河内浦
- 蒲江大字森崎浦

※蒲江大字猪串浦に限り、新入学児童及び転入児童は、佐伯市立蒲江小学校に通学することができる。